# Giải vô địch bóng đá thế giới 1974
Giải vô địch bóng đá thế giới 1974 là lần tổ chức thứ mười của Giải vô địch bóng đá thế giới, diễn ra tại Tây Đức từ ngày 13 tháng 6 đến ngày 7 tháng 7 năm 1974. Đây là lần thứ sáu giải đấu được tổ chức tại châu Âu sau các năm 1934 tại Ý, 1938 tại Pháp, 1954 tại Thụy Sĩ, 1958 tại Thụy Điển và 1966 tại Anh, và  là lần đầu tiên chiếc cúp mới được giới thiệu thay thế Cúp Jules Rimet.
Linh vật chính thức của giải đấu là Tip và Tap, hai chú bé mặc áo đồng phục của Đội tuyển bóng đá quốc gia Tây Đức với dòng chữ WM (viết tắt của Weltmeisterschaft trong tiếng Đức, đồng nghĩa World Cup) và con số 74 đại diện cho năm tổ chức giải đấu.
Đội chủ nhà Tây Đức đã đoạt chức vô địch lần này sau khi đánh bại Hà Lan 2–1 trong trận chung kết trên  sân vận động Olympic ở München.

## Vòng loại
99 đội bóng tham dự vòng tuyển và được chia theo các châu lục để chọn ra 14 đội vào vòng chung kết cùng với nước chủ nhà Tây Đức và đội đương kim vô địch thế giới Brasil.

## Các sân vận động
| München          | Tây Berlin           | Hamburg          |
| ---------------- | -------------------- | ---------------- |
| Olympiastadion   | Olympiastadion       | Volksparkstadion |
| Sức chứa: 77.573 | Sức chứa: 86.000     | Sức chứa: 61.300 |
|                  |                      |                  |
| Dortmund         | Düsseldorf           | Gelsenkirchen    |
| Westfalenstadion | Rheinstadion         | Parkstadion      |
| Sức chứa: 53.600 | Sức chứa: 70.100     | Sức chứa: 72.000 |
|                  |                      |                  |
| Frankfurt        | Hannover             | Stuttgart        |
| Waldstadion      | Niedersachsenstadion | Neckarstadion    |
| Sức chứa: 62.200 | Sức chứa: 60.400     | Sức chứa: 72.200 |
|                  |                      |                  |

## Trọng tài
| AFC - Jafar Namdar - Govindasamy Suppiah CAF - Mahmoud Mustafa Kamel - Youssou N'Diaye CONCACAF - Alfonso González Archundia - Werner Winsemann CONMEBOL - Ramón Barreto - Omar Delgado Gómez | - Vicente Llobregat - Armando Marques - Luis Pestarino - Edison Peréz-Núñez UEFA - Aurelio Angonese - Doğan Babacan - Bob Davidson - Rudi Glöckner - Pavel Kasakov - Erich Linemayr - Vital Loraux - Károly Palotai | - Nicolae Rainea - Pablo Sánchez Ibáñez - Rudolf Scheurer - Gerhard Schulenburg - Jack Taylor - Clive Thomas - Kurt Tschenscher - Arie van Gemert - Hans-Joachim Weyland OFC - Tony Boskovic |

## Phân nhóm
| Nhóm 1: Tây Âu                              | Nhóm 2: Đông Âu                         | Nhóm 3: Nam Mỹ                                             | Nhóm 4: Các đội còn lại          |
| ------------------------------------------- | --------------------------------------- | ---------------------------------------------------------- | -------------------------------- |
| - Tây Đức (chủ nhà) - Ý - Hà Lan - Scotland | - Bulgaria - Đông Đức - Ba Lan - Nam Tư | - Brasil (đương kim vô địch) - Argentina - Chile - Uruguay | - Úc - Haiti - Thụy Điển - Zaire |

## Vòng bảng

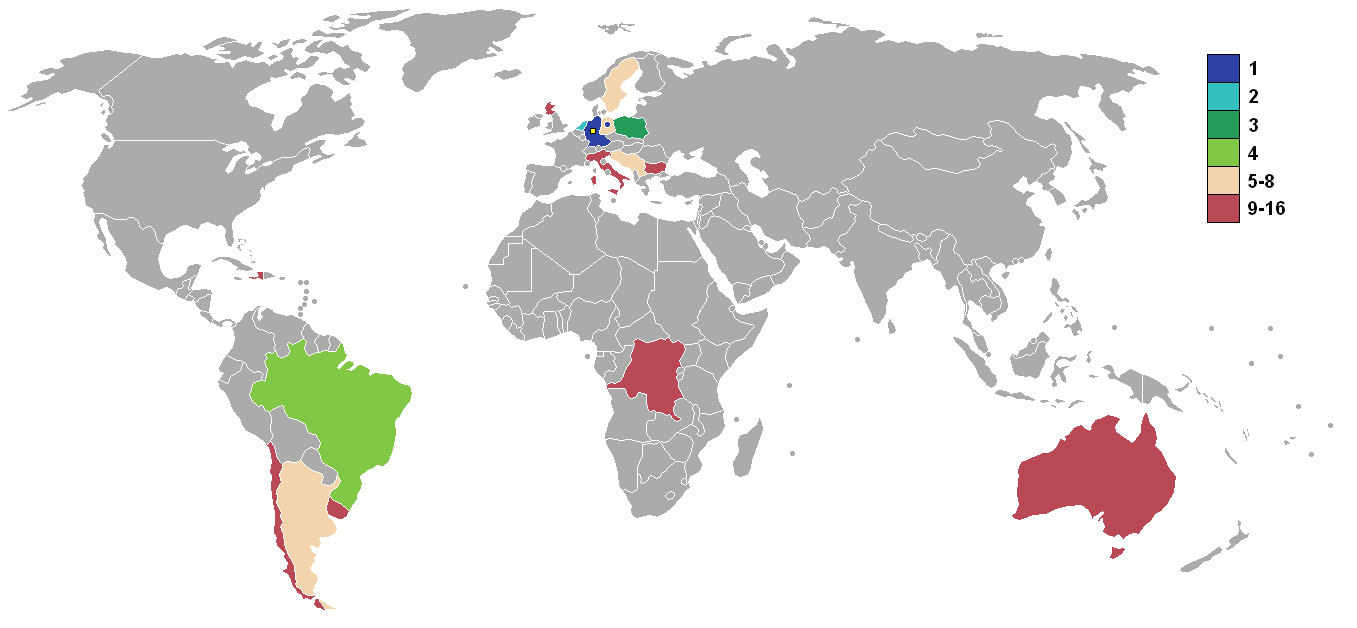
Các đội tham dự vòng chung kết

### Bảng 1

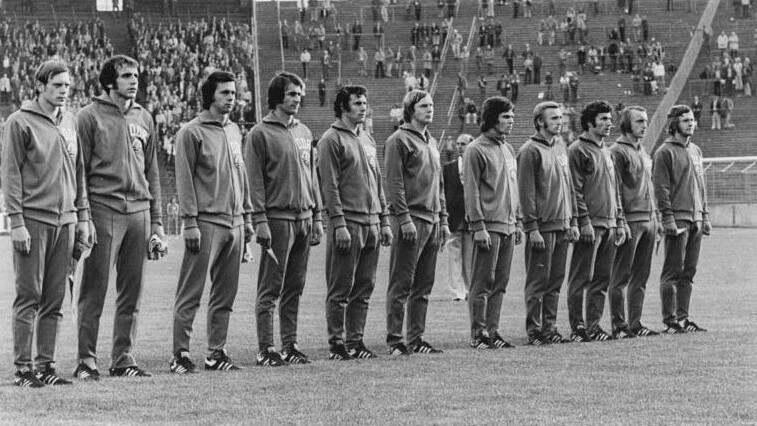
Trận đấu giữa Tây Đức và Úc

| Đội      | Tr | T | H | B | BT | BB | HS | Đ |
| -------- | -- | - | - | - | -- | -- | -- | - |
| Đông Đức | 3  | 2 | 1 | 0 | 4  | 1  | +3 | 5 |
| Tây Đức  | 3  | 2 | 0 | 1 | 4  | 1  | +3 | 4 |
| Chile    | 3  | 0 | 2 | 1 | 1  | 2  | −1 | 2 |
| Úc       | 3  | 0 | 1 | 2 | 0  | 5  | −5 | 1 |

| Tây Đức      | 1–0      | Chile |
| ------------ | -------- | ----- |
| Breitner 18' | Chi tiết |       |

| Đông Đức                        | 2–0      | Úc |
| ------------------------------- | -------- | -- |
| Curran 58' (l.n.) · Streich 72' | Chi tiết |    |

| Úc | 0–3      | Tây Đức                                 |
| -- | -------- | --------------------------------------- |
|    | Chi tiết | Overath 12' · Cullmann 34' · Müller 53' |

| Chile       | 1–1    | Đông Đức     |
| ----------- | ------ | ------------ |
| Ahumada 69' | Report | Hoffmann 55' |

| Úc | 0–0      | Chile |
| -- | -------- | ----- |
|    | Chi tiết |       |

| Đông Đức       | 1–0      | Tây Đức |
| -------------- | -------- | ------- |
| Sparwasser 77' | Chi tiết |         |

### Bảng 2

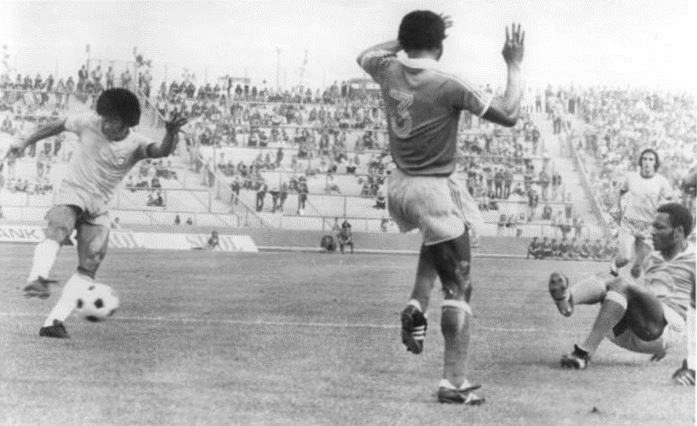
Jairzinho trong trận đấu với Zaire

| Đội      | Tr | T | H | B | BT | BB | HS  | Đ |
| -------- | -- | - | - | - | -- | -- | --- | - |
| Nam Tư   | 3  | 1 | 2 | 0 | 10 | 2  | +8  | 4 |
| Brasil   | 3  | 1 | 2 | 0 | 3  | 0  | +3  | 4 |
| Scotland | 3  | 1 | 2 | 0 | 3  | 1  | +2  | 4 |
| Zaire    | 3  | 0 | 0 | 3 | 1  | 14 | −13 | 0 |

| Brasil | 0–0      | Nam Tư |
| ------ | -------- | ------ |
|        | Chi tiết |        |

| Zaire | 0–2      | Scotland                 |
| ----- | -------- | ------------------------ |
|       | Chi tiết | Lorimer 26' · Jordan 34' |

| Nam Tư | 9–1      | Zaire             |
| --- | -------- | ----------------- |
| Bajević 8', 30', 81' · Džajić 14' · Šurjak 18' · Katalinski 22' · Bogićević 35' · Oblak 61' · Petković 65' | Chi tiết | · Tisserand 90+2' |

| Scotland | 0–0      | Brasil |
| -------- | -------- | ------ |
|          | Chi tiết |        |

| Scotland   | 1–1      | Nam Tư     |
| ---------- | -------- | ---------- |
| Jordan 88' | Chi tiết | Karasi 81' |

| Zaire | 0–3      | Brasil                                        |
| ----- | -------- | --------------------------------------------- |
|       | Chi tiết | Jairzinho 12' · Rivellino 66' · Valdomiro 79' |

### Bảng 3
| Đội       | Tr | T | H | B | BT | BB | HS | Đ |
| --------- | -- | - | - | - | -- | -- | -- | - |
| Hà Lan    | 3  | 2 | 1 | 0 | 6  | 1  | +5 | 5 |
| Thụy Điển | 3  | 1 | 2 | 0 | 3  | 0  | +3 | 4 |
| Bulgaria  | 3  | 0 | 2 | 1 | 2  | 5  | −3 | 2 |
| Uruguay   | 3  | 0 | 1 | 2 | 1  | 6  | −5 | 1 |

| Uruguay | 0–2      | Hà Lan      |
| ------- | -------- | ----------- |
|         | Chi tiết | Rep 7', 86' |

| Thụy Điển | 0–0      | Bulgaria |
| --------- | -------- | -------- |
|           | Chi tiết |          |

| Bulgaria  | 1–1      | Uruguay    |
| --------- | -------- | ---------- |
| Bonev 75' | Chi tiết | Pavoni 87' |

| Hà Lan | 0–0      | Thụy Điển |
| ------ | -------- | --------- |
|        | Chi tiết |           |

| Bulgaria        | 1–4      | Hà Lan                                                   |
| --------------- | -------- | -------------------------------------------------------- |
| Krol 78' (l.n.) | Chi tiết | Neeskens 5' (ph.đ.), 44' (ph.đ.) · Rep 71' · de Jong 88' |

| Thụy Điển                       | 3–0      | Uruguay |
| ------------------------------- | -------- | ------- |
| Edström 46', 77' · Sandberg 74' | Chi tiết |         |

### Bảng 4

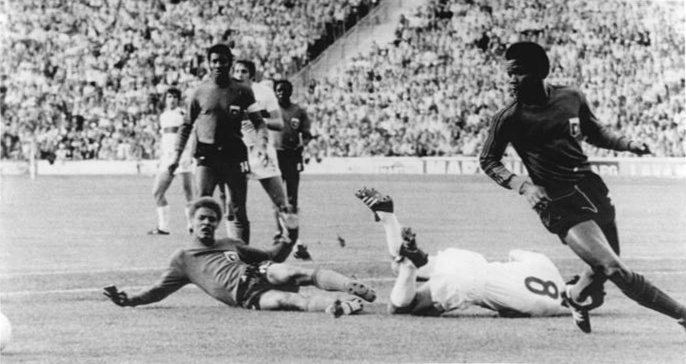
Capello (số 8) trong trận đấu với Haiti

| Đội       | Tr | T | H | B | BT | BB | HS  | Đ |
| --------- | -- | - | - | - | -- | -- | --- | - |
| Ba Lan    | 3  | 3 | 0 | 0 | 12 | 3  | +9  | 6 |
| Argentina | 3  | 1 | 1 | 1 | 7  | 5  | +2  | 3 |
| Ý         | 3  | 1 | 1 | 1 | 5  | 4  | +1  | 3 |
| Haiti     | 3  | 0 | 0 | 3 | 2  | 14 | −12 | 0 |

| Ý                                       | 3–1      | Haiti     |
| --------------------------------------- | -------- | --------- |
| Rivera 52' · Benetti 66' · Anastasi 79' | Chi tiết | Sanon 46' |

| Ba Lan                     | 3–2      | Argentina                   |
| -------------------------- | -------- | --------------------------- |
| Lato 7', 62' · Szarmach 8' | Chi tiết | Heredia 60' · Babington 66' |

| Argentina    | 1–1      | Ý                  |
| ------------ | -------- | ------------------ |
| Houseman 20' | Chi tiết | Perfumo 35' (l.n.) |

| Haiti | 0–7      | Ba Lan                                                          |
| ----- | -------- | --------------------------------------------------------------- |
|       | Chi tiết | Lato 17', 87' · Deyna 18' · Szarmach 30', 34', 50' · Gorgoń 31' |

| Argentina                                   | 4–1      | Haiti     |
| ------------------------------------------- | -------- | --------- |
| Yazalde 15', 68' · Houseman 18' · Ayala 55' | Chi tiết | Sanon 63' |

| Ba Lan                   | 2–1      | Ý           |
| ------------------------ | -------- | ----------- |
| Szarmach 38' · Deyna 44' | Chi tiết | Capello 85' |

## Vòng 2

### Bảng A

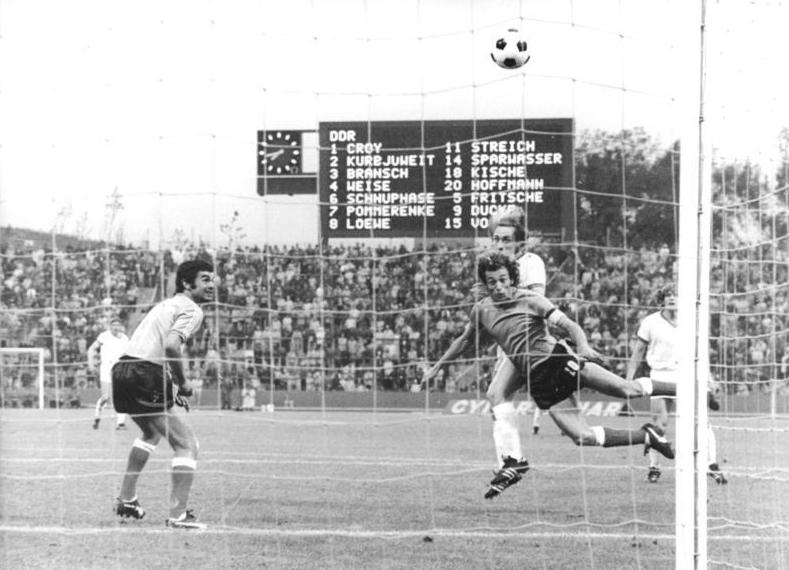
Cú đánh đầu của Joachim Streich (Đông Đức) vào lưới Argentina

| Đội       | Tr | T | H | B | BT | BB | HS | Đ |
| --------- | -- | - | - | - | -- | -- | -- | - |
| Hà Lan    | 3  | 3 | 0 | 0 | 8  | 0  | +8 | 6 |
| Brasil    | 3  | 2 | 0 | 1 | 3  | 3  | 0  | 4 |
| Đông Đức  | 3  | 0 | 1 | 2 | 1  | 4  | −3 | 1 |
| Argentina | 3  | 0 | 1 | 2 | 2  | 7  | −5 | 1 |

| Hà Lan                               | 4–0      | Argentina |
| ------------------------------------ | -------- | --------- |
| Cruyff 11', 90' · Krol 25' · Rep 73' | Chi tiết |           |

| Brasil        | 1–0      | Đông Đức |
| ------------- | -------- | -------- |
| Rivellino 60' | Chi tiết |          |

| Argentina    | 1–2      | Brasil                        |
| ------------ | -------- | ----------------------------- |
| Brindisi 35' | Chi tiết | Rivellino 32' · Jairzinho 49' |

| Đông Đức | 0–2      | Hà Lan                        |
| -------- | -------- | ----------------------------- |
|          | Chi tiết | Neeskens 7' · Rensenbrink 59' |

| Argentina    | 1–1      | Đông Đức    |
| ------------ | -------- | ----------- |
| Houseman 20' | Chi tiết | Streich 14' |

| Hà Lan                    | 2–0      | Brasil |
| ------------------------- | -------- | ------ |
| Neeskens 50' · Cruyff 65' | Chi tiết |        |

### Bảng B
| Đội       | Tr | T | H | B | BT | BB | HS | Đ |
| --------- | -- | - | - | - | -- | -- | -- | - |
| Tây Đức   | 3  | 3 | 0 | 0 | 7  | 2  | +5 | 6 |
| Ba Lan    | 3  | 2 | 0 | 1 | 3  | 2  | +1 | 4 |
| Thụy Điển | 3  | 1 | 0 | 2 | 4  | 6  | −2 | 2 |
| Nam Tư    | 3  | 0 | 0 | 3 | 2  | 6  | −4 | 0 |

| Nam Tư | 0–2      | Tây Đức                   |
| ------ | -------- | ------------------------- |
|        | Chi tiết | Breitner 39' · Müller 82' |

| Thụy Điển | 0–1    | Ba Lan   |
| --------- | ------ | -------- |
|           | Report | Lato 43' |

| Ba Lan                       | 2–1      | Nam Tư     |
| ---------------------------- | -------- | ---------- |
| Deyna 24' (ph.đ.) · Lato 62' | Chi tiết | Karasi 43' |

| Tây Đức                                                       | 4–2      | Thụy Điển                  |
| ------------------------------------------------------------- | -------- | -------------------------- |
| Overath 51' · Bonhof 52' · Grabowski 76' · Hoeneß 89' (ph.đ.) | Chi tiết | Edström 24' · Sandberg 53' |

| Ba Lan | 0–1      | Tây Đức    |
| ------ | -------- | ---------- |
|        | Chi tiết | Müller 76' |

| Thụy Điển                     | 2–1      | Nam Tư     |
| ----------------------------- | -------- | ---------- |
| Edström 29' · Torstensson 85' | Chi tiết | Šurjak 27' |

### Tranh hạng ba
| Brasil | 0–1      | Ba Lan   |
| ------ | -------- | -------- |
|        | Chi tiết | Lato 76' |

### Chung kết
| Hà Lan              | 1–2      | Tây Đức                           |
| ------------------- | -------- | --------------------------------- |
| Neeskens 2' (ph.đ.) | Chi tiết | Breitner 25' (ph.đ.) · Müller 43' |

## Danh sách cầu thủ ghi bàn
| 7 bàn - Grzegorz Lato | 5 bàn - Johan Neeskens - Andrzej Szarmach | 4 bàn - Johnny Rep - Ralf Edström - Gerd Müller |

3 bàn
| - René Houseman - Rivellino | - Johan Cruyff - Kazimierz Deyna | - Paul Breitner - Dušan Bajević |

2 bàn
| - Héctor Yazalde - Jairzinho - Joachim Streich | - Emmanuel Sanon - Joe Jordan - Roland Sandberg | - Wolfgang Overath - Stanislav Karasi - Ivica Šurjak |

1 bàn
| - Rubén Ayala - Carlos Babington - Miguel Ángel Brindisi - Ramón Heredia - Valdomiro - Hristo Bonev - Sergio Ahumada - Martin Hoffmann - Jürgen Sparwasser - Pietro Anastasi | - Romeo Benetti - Fabio Capello - Gianni Rivera - Theo de Jong - Ruud Krol - Rob Rensenbrink - Jerzy Gorgoń - Peter Lorimer - Conny Torstensson - Ricardo Pavoni | - Rainer Bonhof - Bernhard Cullmann - Jürgen Grabowski - Uli Hoeneß - Vladislav Bogićević - Dragan Džajić - Josip Katalinski - Branko Oblak - Ilija Petković - Marcel Tisserand |

Bàn phản lưới nhà
- Roberto Perfumo (trận gặp Ý)
- Colin Curran (trận gặp Đông Đức)
- Ruud Krol (trận gặp Bulgaria)

## Bảng xếp hạng giải đấu
| R                | Đội       | G   | P | T | H | B | BT | BB | HS  | Đ. |
| ---------------- | --------- | --- | - | - | - | - | -- | -- | --- | -- |
| 1                | Tây Đức   | 1/B | 7 | 6 | 0 | 1 | 13 | 4  | +9  | 12 |
| 2                | Hà Lan    | 3/A | 7 | 5 | 1 | 1 | 15 | 3  | +12 | 11 |
| 3                | Ba Lan    | 4/B | 7 | 6 | 0 | 1 | 16 | 5  | +11 | 12 |
| 4                | Brasil    | 2/A | 7 | 3 | 2 | 2 | 6  | 4  | +2  | 8  |
| Bị loại ở vòng 2 |           |     |   |   |   |   |    |    |     |    |
| 5                | Thụy Điển | 3/B | 6 | 2 | 2 | 2 | 7  | 6  | +1  | 6  |
| 6                | Đông Đức  | 1/A | 6 | 2 | 2 | 2 | 5  | 5  | 0   | 6  |
| 7                | Nam Tư    | 2/B | 6 | 1 | 2 | 3 | 12 | 7  | +5  | 4  |
| 8                | Argentina | 4/A | 6 | 1 | 2 | 3 | 9  | 12 | −3  | 4  |
| Bị loại ở vòng 1 |           |     |   |   |   |   |    |    |     |    |
| 9                | Scotland  | 2   | 3 | 1 | 2 | 0 | 3  | 1  | +2  | 4  |
| 10               | Ý         | 4   | 3 | 1 | 1 | 1 | 5  | 4  | +1  | 3  |
| 11               | Chile     | 1   | 3 | 0 | 2 | 1 | 1  | 2  | −1  | 2  |
| 12               | Bulgaria  | 3   | 3 | 0 | 2 | 1 | 2  | 5  | −3  | 2  |
| 13               | Uruguay   | 3   | 3 | 0 | 1 | 2 | 1  | 6  | −5  | 1  |
| 14               | Úc        | 1   | 3 | 0 | 1 | 2 | 0  | 5  | −5  | 1  |
| 15               | Haiti     | 4   | 3 | 0 | 0 | 3 | 2  | 14 | −12 | 0  |
| 16               | Zaire     | 2   | 3 | 0 | 0 | 3 | 1  | 14 | −13 | 0  |